# 北海道道507号船泊港利礼公园线
北海道道507号船泊港利礼公园线（日语：北海道道507号船泊港利礼公園線）是一条位于北海道礼文町北部的普通道级道路（北海道道）。

## 道路概况
- 起点：北海道礼文郡礼文町船泊
- 終点：北海道礼文郡礼文町須古頓
- 总長：10.3千米

## 经过的自治体
- 宗谷综合振兴局
  - 礼文郡礼文町

## 主要连接道路
- 礼文町
  - 北海道道926号礼文空港线＝船泊
  - 北海道道40号礼文岛线＝船泊

## 历史
- 1965年3月26日 路線勘定。

## 其他
- 須古頓，在日本最北端的岬——须古顿岬可以远眺海驢島（日语：トド島）。